# Cena Franze Nabla
Cena Franze Nabla, německy Franz-Nabl-Preis je literární cena, která je každé dva roky udělována městem Štýrský Hradec. Cena je dotována částkou 14 500 euro a je pojmenována po rakouském spisovateli a dramatikovi Franzovi Nablovi.

## Nositelé ceny
- 2021 Kathrin Röggla[1]
- 2019 Olga Flor[2]
- 2017 Dževad Karahasan[3]
- 2015 Marlene Streeruwitz[4]
- 2013 Florjan Lipuš
- 2011 Angela Krauß
- 2009 Alfred Kolleritsch
- 2007 Terézia Mora
- 2005 Josef Winkler
- 2003 Norbert Gstrein
- 2001 Urs Widmer
- 1999 Barbara Frischmuth
- 1997 Herta Müllerová
- 1995 Christoph Ransmayr
- 1993 Martin Walser
- 1991 Wilhelm Muster
- 1989 H. C. Artmann
- 1987 Wolfgang Koeppen
- 1985 Peter Handke
- 1983 Christa Wolfová
- 1981 Hermann Lenz
- 1979 Ilse Aichingerová
- 1977 Manès Sperber
- 1975 Elias Canetti